# Jan Lichardus
Jan Lichardus (Rózsahegy, 1939. január 24. – St. Ingbert, 2004. március 8.) szlovák-német régészprofesszor.

## Élete
Rózsahegyen, majd Liptószentmiklóson tanult, ahol 1956-ban érettségizett. Ezek után Pozsonyban tanult tovább és ugyanitt 1961-ben végzett a Comenius Egyetemen. A nyitrai Régészeti Intézet munkatársa lett.
1963-ban a Domica barlangban végzett régészeti feltárást. 1968-ban Brünnben (Univerzita J. E. Purkyně) promovált, szakdolgozatát a Bükk-kultúráról írta. 1965-1966-ban és 1969-ben a Saarbrückeni Egyetemen volt ösztöndíjas. 1971-ben feleségül vette Marion Itten őskorászt. A kommunista rendszer elől Németországba disszidált és a Saarbrückeni Egyetemen helyezkedett el. 1973-ban habilitált, 1986-ban rendes professzor lett.
Elsősorban a neolitikum és eneolitikum időszakával foglalkozott. 1983-tól Bulgáriában is ásatott. A bulgár, a cseh és a Szlovák Tudományos Akadémia tagja volt.
2004-től Pozsonyban a Márton-temetőben nyugszik.

## Elismerései
- 2002 SzTA tiszteletbeli doktora
- Ľudovíta Štúr aranymedál
- Emlékérem a Károly Egyetem alapításának 650. évfordulójára
- a Szófiai Ohridi Szent Kelemen Egyetem kitüntetése

## Művei
- 1966 Staršia fáza slovensko-moravskej maľovanej keramiky na juhozápadnom Slovensku. Památky archeologické 57, 1-90 (tsz. Anton Točík)
- 1974 Studien zur Bükker Kultur. Saarbrücker Beiträge zur Altertumskunde Band 12. Bonn
- 1976 Rössen – Gatersleben – Baalberge. Ein Beitrag zur Gliederung des mitteldeutschen Neolithikums und zur Entstehung der Trichterbecher-Kulturen. Saarbrücker Beiträge zur Altertumskunde Band 17. Bonn
- 1985 La Protohistoire de l'Europe. Le Néolithique et le Chalcolithique entre la Méditerranée et la mer Baltique. La Nouvelle Clio Ibis. Paris. (tsz. M. Lichardus-Itten – G. Bailloud, J. Cauvin)
- 1991 Die Kupferzeit als historische Epoche. Saarbrücker Beiträge zur Altertumskunde Band 55. Bonn (szerk.)
- 2000 Forschungen in der Mikroregion von Drama (Südostbulgarien). Zusammenfassung der Hauptergebnisse der bulgarisch-deutschen Grabungen in den Jahren 1983–1999. Bonn. (tsz. A. Fol – L. Getov – F. Bertemes – R. Echt – R. Katinčarov – I. K. Iliev)